# هنري فيلارد (مراسل عسكري)
هنري فيلارد (بالألمانية: Henry Villard) (و. 1835 – 1900 م) هو مراسل عسكري، وكاتب، وخبير مالي، وصحفي من ألمانيا، والولايات المتحدة، ولد في شباير، كان عضوًا في الحزب الجمهوري، توفي عن عمر يناهز 65 عاماً.

## التعليم
تعلم في جامعة لودفيغ ماكسيميليان في ميونخ، وتعلم في جامعة فورتسبورغ
.

## روابط خارجية
- هنري فيلارد على موقع الموسوعة البريطانية (الإنجليزية)